# 1545 Thernöe

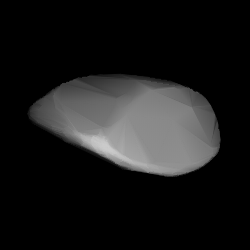
Mô hình 3D của 1545 Thernöe

1545 Thernöe là một tiểu hành tinh vành đai chính với chu kỳ quỹ đạo là 1685.9164766 ngày (4.62 năm).
Nó được phát hiện 15 tháng 10 năm 1941.